# Julio Rejón
Julio Rejón Basañez (Ciudad de México, México; 9 de septiembre de 1993) es un piloto de automovilismo mexicano. Actualmente compite en la NASCAR México Series con el JV Motorsports.

## Carera

### Inicios
Rejón estaría corriendo en el karting desde el 2012 hasta el 20013, donde su mejor resultado sería un tercer lugar en la Sierra Esmeralda Championship en la categoría Shifter Honda 125cc S1.

### Fórmula 4
En 2022, Rejón sería anunciado como piloto de ProRally Mothers junto a su hermano Rodrigo Rejón, siendo así su primera vez en competencias de monoplazas, pero a pesar de eso, lograría el segundo lugar en el campeonato con 3 victorias, 2 poles 3 vueltas rápidas, 8 podios y sumando 274 puntos.

## Resumen de carrera
| Temporada | Categoría                      | Equipo                 | Carreras     | Victorias    | Poles        | VR           | Podios       | Puntos       | Pos.         |
| --------- | ------------------------------ | ---------------------- | ------------ | ------------ | ------------ | ------------ | ------------ | ------------ | ------------ |
| 2014      | Super Turismos México - ST1    | Prorally Mothers       | 12           | 0            | 0            | 0            | 0            | 848          | 11.º         |
| 2015      | Super Turismos México - ST1    | Prorally Mothers       | 19           | 1            | 0            | 1            | 5            | 1169         | 6.º          |
| 2016      | Super Copa Telcel - V8         | Prorally Mothers       | 10           | 0            | 0            | 0            | 1            | 692          | 6.º          |
| 2016      | Copa TC2000 Mexico             | Prorally Mothers       | 7            | 0            | 0            | 1            | 3            | 448          | 18.º         |
| 2017      | Trucks Series México           |                        | 1            | 0            | 0            | 0            | 0            | 0            | NC           |
| 2017      | NASCAR PEAK Mexico Series      | Ilicit rides Mothers   | 5            | 0            | 0            | 0            | 0            | 98           | 30.º         |
| 2018      | NASCAR PEAK Mexico Series      | Prorally Mothers       | 1            | 0            | 0            | 0            | 0            | 0            | NC           |
| 2018      | NASCAR México Challenge Series |                        | 1            | 0            | 0            | 0            | 0            | 0            | NC           |
| 2019      | NASCAR México Challenge Series | 2                      | 0            | 0            | 0            | 0            | 73           | 23.º         |              |
| 2019      | Super Turismos México - ST2    | Prorally Mothers       | 2            | 2            | ?            | ?            | 2            | 200          | 15.º         |
| 2019      | Copa TC2000 Mexico             | Prorally Mothers       | 11           | 2            | 0            | 0            | 4            | 625          | 7.º          |
| 2020      | NASCAR México Challenge Series | Prorally Mothers       | 12           | 0            | 0            | 0            | 3            | 379          | 7.º          |
| 2020      | Copa TC2000 Mexico             | Prorally Mothers       | 2            | 0            | 0            | 0            | 1            | 163          | 22.º         |
| 2021      | NASCAR México Challenge Series | Núcleo GGG GÜD Mothers | 12           | 0            | 0            | 0            | 0            | 165          | 10.º         |
| 2021      | Copa TC2000 Mexico             |                        | 4            | 0            | 0            | 0            | 0            | 308          | 24.º         |
| 2022      | NASCAR México Challenge Series | JV Motorsports         | 10           | 4            | ?            | ?            | ?            | 332          | 2.º'         |
| 2022      | Campeonato NACAM de Fórmula 4  | ProRally Mothers       | 12           | 3            | 2            | 3            | 8            | 274          | 2.º          |
| 2023      | NASCAR México Series           | JV Motorsports         | Disputándose | Disputándose | Disputándose | Disputándose | Disputándose | Disputándose | Disputándose |
| Fuente:   |                                |                        |              |              |              |              |              |              |              |